# Vejle Nordkredsen
Vejle Nordkredsen er fra 2007 en opstillingskreds i Sydjyllands Storkreds, dækkende den nordlige del af Vejle Kommune. I 1920-2006 indgik området i andre opstillingskredse i Vejle Amtskreds.
Kredsen dækker den nordlige Vejle by, de tidligere Give og Jelling kommuner, dele af den tidligere Egtved Kommune og Grejs Sogn fra den tidligere Tørring-Uldum Kommune.
Ved Folketingsvalget 2011 var der følgende valgsteder:
| Valgsted                  | By         | Stemme- berettigede | Stemme- procent |
| ------------------------- | ---------- | ------------------- | --------------- |
| Skibethallen              | Skibet     | 1.629               | 93,30           |
| Ikærhallen                | Give       | 4.366               | 87,05           |
| Thyregod Skole            | Thyregod   | 1.707               | 88,86           |
| Gadbjerg Skole            | Gadbjerg   | 934                 | 88,75           |
| Givskud Skole             | Givskud    | 861                 | 90,24           |
| Elkjærskolen              | Grønbjerg  | 822                 | 90,87           |
| Lindeballe Forsamlingshus | Lindeballe | 371                 | 92,99           |
| Øster Nykirke Skole       | Vonge      | 1.252               | 87,69           |
| Bredagerskolen            | Jelling    | 2.926               | 91,69           |
| Kollerup Skole            | Kollerup   | 1.321               | 88,94           |
| Grejs Borgergård          | Grejs      | 976                 | 93,34           |
| Bredsten Skole            | Bredsten   | 1.625               | 91,81           |
| Nørup Sognegård           | Nørup      | 1.208               | 90,39           |
| Vandel Idrætshal          | Vandel     | 1.173               | 90,28           |
| Nørremarkshallen          | Vejle      | 4.266               | 86,70           |
| Grejsdalshallen           | Vejle      | 1.746               | 88,83           |
| Petersmindehallen         | Vejle      | 2.935               | 90,97           |
| Hældagerhallen            | Bredballe  | 6.034               | 92,31           |
| Engum Skole               | Engum      | 844                 | 93,00           |
| Total                     | Total      | 36.996              | 90,06           |

## Nøjagtig beskrivelse af inddelingen
Kredsen omfatter den del af Vejle Kommune, der mod syd begrænses af Vejle Fjord indtil Skyttehusbugten og derfra begrænses af en linje ind til Helligkildevej, der fortsætter videre mod nordøst langs vestsiden af Helligkildevej til Skyttehusvejens udmunding i denne, idet begge sider af Helligkildevej er omfattet, derfra mod vest langs nordsiden af Skyttehusvejen og Skovvang og derefter mod nord langs østsiden af Østerbrogade, idet ingen af siderne af de nævnte gade- og vejstrækninger er omfattet.
Fra Østerbrogades udmunding i Nørrebrogade/Horsensvej løber linjen i først vestlig og derefter nordlig retning til den sydlige kant af skovområdet, der ligger øst for den nordlige del af Lille Grundet Hulvej, idet begge sider af Grundet Bygade med tilhørende veje er omfattet, og idet begge sider af Lille Grundet Hulvej nord for skovområdet (fra og med nr. 20 henholdsvis nr. 21) er omfattet.
Linjen løber herefter langs den sydlige kant af skovområdet vest for den nordlige del af Lille Grundet Hulvej og nord for Vejle Sygehus og derefter langs nordsiden af Beriderbakken, idet ingen af siderne af denne gadestrækning er omfattet, indtil banelinjen, idet dog begge sider af den sydlige del af Store Grundet Skovvej (nr. 1- 19 og nr. 2-18) ikke er omfattet.
Linjen følger derefter banelinjen mod nord indtil den nordlige ende af Grejsåvænget, idet ingen del af denne vejstrækning er omfattet.
Ved den nordlige ende af Grejsåvænget drejer linjen mod syd langs med og øst for Ny Grejsdalsvej og herefter Grejsdalsvej. Ved den sydlige ende af Grejsdalsvej drejer linjen mod nord langs med og vest for Grejsdalsvej, men øst for Skovvejen, som linjen derefter følger mod nord indtil Anton Berntsensvej, hvor linjen drejer mod vest gennem et skovområde til Søvej, der følges, indtil den udmunder i Jellingvej. Begge sider af Ny Grejsdalvej, Grejsdalsvej, Anton Berntsensvej og Søvej er omfattet, hvorimod Skovvejen ikke er omfattet.
Fra Søvejs udmunding i Jellingvej følger linjen endelig den sydlige kant af skovområdet mellem Jellingvej og Vardevej, Vardevej (fra og med nr. 210 og 211), Buldalen, Vejle Å, Skibetvej, og Ruevej, idet begge sider af de nævnte vejstrækninger er omfattet, samt sydgrænsen af Bredsten, Nørup og Randbøl Sogne.

## Folketingskandidater pr. 25/11-2018

### Valgkredsens kandidater for de pr. november 2018 opstillingsberettigede partier
| Liste | Parti                       | Kandidat | Bemærk                                                            |
| ----- | --------------------------- | --- | ----------------------------------------------------------------- |
| A     | Socialdemokratiet           | René Vilstrup-Bie |                                                                   |
| B     | Radikale Venstre            | |                                                                   |
| C     | Det Konservative Folkeparti | Dan Arnløv Jørgensen |                                                                   |
| D     | Nye Borgerlige              | Mikkel Bjørn Sørensen |                                                                   |
| F     | Socialistisk Folkeparti     | |                                                                   |
| I     | Liberal Alliance            | |                                                                   |
| O     | Dansk Folkeparti            | Kristian Thulesen Dahl |                                                                   |
| V     | Venstre                     | Christoffer Aagaard Melson |                                                                   |
| Ø     | Enhedslisten                | Rasmus Vestergaard Madsen |                                                                   |
| Å     | Alternativet                | Karin Rohr Genz, Søren Haastrup, Rune Ranaivo Bjerremand, Edvard Korsbæk, Tina Brixen, Ditte Madvig Evald, Jens-Peter Mantorp Broberg, Bjarne Aasø, Stefan Struck Kronborg, Mette Bram | Er opstillet i samtlige opstillingskredse i Sydjyllands Storkreds |